# Попович, Тони
Энтони Попович (англ. Anthony Popovic; род. 4 июля 1973, Сидней) — австралийский футболист хорватского происхождения, ныне тренер.

## Карьера

### Клубная

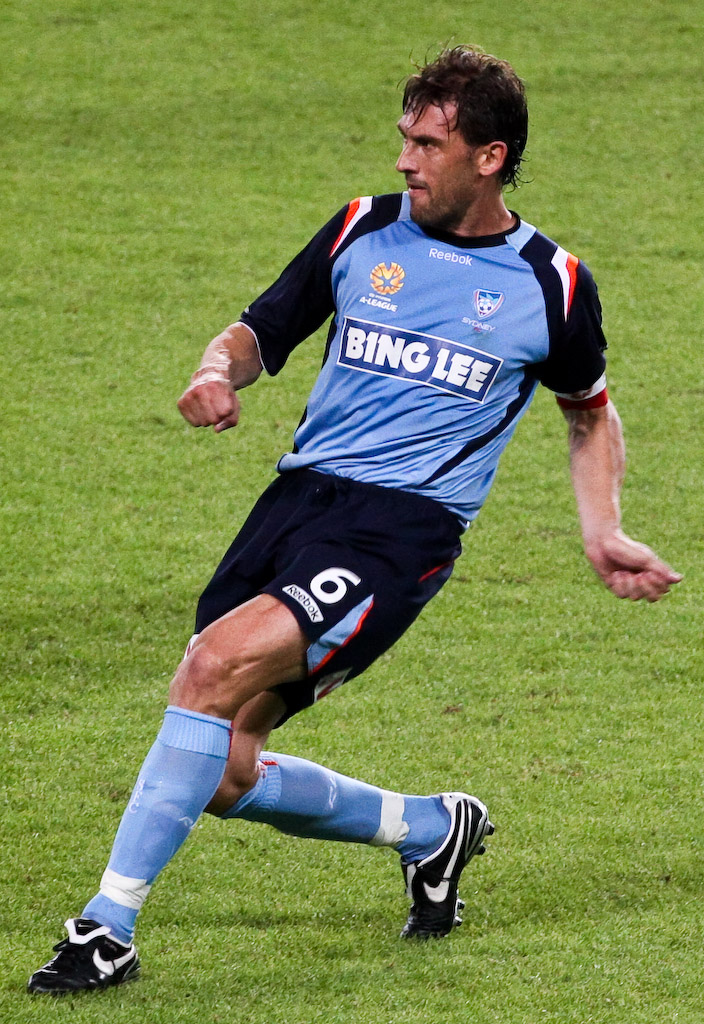
Тони Попович в составе ФК «Сидней»

Воспитанник футбольной школы ФК «Сидней Юнайтед», провёл за этот клуб 162 игры в течение 7 лет. Один раз отправлялся в аренду в команду «Канберра». В 1997 году подписал пятилетний контракт с японской командой из Хиросимы «Санфречче», где провёл 94 встречи и забил 13 голов.
В августе 2001 года подписал пятилетний контракт с английским «Кристал Пэлас». В его составе он провёл не менее 120 матчей и стал постоянным игроком основы, контролирующим всю оборону команды. Отыграл до конца последний на данный момент сезон пребывания «Кристал Пэлас» в Премьер-лиге, где провёл 21 игру.
В июне 2006 года контракт с клубом истёк, а по окончании чемпионата мира 2006 Попович решил не продлевать контракт и отправился в катарский «Аль-Араби». В 2007 году вернулся в Австралию и заключил однолетний контракт с клубом «Сидней». 28 октября 2007 года забил свой первый гол за сиднейскую команду. 11 ноября 2008 года объявил о завершении карьеры игрока.

### В сборной
Призывался в молодёжную сборную с 1990 по 1992 год, в составе команды играл на Олимпиаде в Барселоне. С 1995 по 2006 год играл в национальной сборной. Благодаря его оборонительным навыкам команда смогла выйти в стыковые матчи с Уругваем. Несмотря на то, что Попович в ответной встрече был травмирован, австралийцы победили в серии пенальти и вышли в финальную часть чемпионата мира 2006.
Попович был включён в заявку на турнир, но сыграл только одну игру против Бразилии. Уже на 40-й минуте он был травмирован, и его заменил Марко Брешиано. Остальные игры сборной он пропустил. Последний матч за сборную провёл 4 октября 2006 года против Парагвая (встреча закончилась ничьей 1:1, а Попович забил гол).

#### Голы за сборную
| Дата            | Место                                  | Противник          | Счёт | Итог игры | Турнир                             | Забитые голы (итого) |
| --------------- | -------------------------------------- | ------------------ | ---- | --------- | ---------------------------------- | -------------------- |
| 19 июня 2000    | Папеэте                                | Острова Кука       | 17:0 | Победа    | Кубок наций ОФК 2000               | 1 (1)                |
| 9 апреля 2001   | Международный стадион BCU, Кофс-Харбор | Тонга              | 22:0 | Победа    | Чемпионат мира 2002 (квалификация) | 1 (2)                |
| 11 апреля 2001  | Международный стадион BCU, Кофс-Харбор | Американское Самоа | 31:0 | Победа    | Чемпионат мира 2002 (квалификация) | 2 (4)                |
| 16 апреля 2001  | Международный стадион BCU, Кофс-Харбор | Американское Самоа | 11:0 | Победа    | Чемпионат мира 2002 (квалификация) | 2 (6)                |
| 12 февраля 2003 | Болейн Граунд, Лондон                  | Англия             | 3:1  | Победа    | Товарищеский матч                  | 1 (7)                |
| 7 сентября 2006 | Санкорп Стэдиум, Брисбен               | Парагвай           | 1:1  | Ничья     | Товарищеский матч                  | 1 (8)                |

### Тренерская
После завершения карьеры игрока вошёл в тренерский штаб ФК «Сидней». В начале 2011 года переехал в Англию и стал одним из тренеров команды «Кристал Пэлас». В 2012 году после создания клуба Эй-лиги «Уэстерн Сидней Уондерерс» стал его главным тренером. 11 мая 2018 года был назначен главным тренером «Перт Глори». В сентябре 2020 года возглавил клуб второго дивизиона Греции «Ксанти». 23 февраля 2021 года был уволен из «Ксанти» несмотря на три выигрыша в четырёх последних матчах.

## Личная жизнь
Имеет двоих сыновей: Кристиана (род. 2001) и Гейбриела (род. 2003), которые также стали футболистами.

## Достижения
- Обладатель Кубка наций ОФК: 1996, 2000, 2004
- Победитель Лиги чемпионов АФК: 2014